# Koh-i-Baba
Koh-i-Baba (Muntanyes Baba, persa: Koh-i-Baba arabitzat Kuh-i Baba; paixtu: د بابا غر, də bābā γar)) és un sistema muntanyós del centre i nord-est de l'Afganistan, a l'oest de l'Hindu Kush. És l'origen dels tres principals rius afganesos: el Hari (Hari Rud), el riu Helmand (amb l'afluent principal el riu Arghandab) i el riu Kabul.
És considerat una continuació de l'Hindu Kush amb unió al pas Shibar. Des d'aquest punt les Koh-i-Baba corren a l'oest al sud de Yak Walang, o es ramifica en dues parts: la part sud coneguda com a Band-i-Duakhwan o Band-i-Baian (entre altres noms) que segueix al sud fins a la vall de l'Hari Rud prop d'Herat (on les muntanyes són conegudes com a Band-i-Bor); i la Safed Koh. Al nord d'aquesta les Siah-Bubak o Band-i-Baba o Koh Siah es desenvolupen al nord de la vall de l'Hari Rud paral·leles a les Band-i-Baian, i formen la divisòria entre les aigües de l'Hari Rud i el Murghab i la frontera russa amb el Kuh-i Hisar (4230 metres). Una branca més al nord-oest inclou l'alt Murghab i el separa de les valls de Rud-i-band-i-Amir. Branques cap a l'esquerra i dreta formen la frontera natural entre Afganistan i l'Àsia central; la part occidental és anomenada Band-i Turkistan (3.500 metres) i l'oriental no té cap nom concret. A l'est del Kabul arriben fins al pas del Khyber amb una altura de 4760 metres. El punt culminant es troba a la part central. És la zona més poc coneguda de l'Afganistan i poc habitada; les poblacions són ghorats (parents dels tadjiks) i hazares d'origen discutit turc o mongol. Ciutats a destacar són Pandjao, Ghizao, Uruzgan i Dawlatyar, cap d'elles gaire important.
L'altura màxima s'acosta als cinc mil metres al puig Foladi (Shah Fuladi, 34° 38′ 43″ N, 67° 37′ 27″ E / 34.64528°N,67.62417°E) de 4.951 metres, situat una mica al sud de Bamiyan, a la part central de la cadena. Les muntanyes Baba tenen al sud l'Hazaradjat i al nord l'altipla de l'Afganistan estenent-se 225 km en direcció a l'Oxus o Amu Darya. Dels seus nombrosos colls cal esmentar el d'Irak (més de 4000 metres d'altura) el Zard Sang (altura similar) i el Hagijak (més de 3700 metres); en aquest darrer, al puig Hagijak, hi ha el jaciment de ferro més gran d'Àsia, encara per explotar.